# Mami Koyama
Mami Koyama (小山 茉美 Koyama Mami?) es una veterana seiyū en Japón. Nació el 17 de enero de 1955 en Nishio, ciudad que se encuentra en la prefectura de Aichi. Estuvo muchos años trabajando bajo el nombre de Koyama Mami (小山 まみ?). Trabaja para Aoni Production.
Koyama estuvo casada con Tōru Furuya, también un conocido seiyū, pero actualmente están divorciados.

## Roles en Anime
- Kei en Akira.
- Enmy en Metrópolis.
- Oiwa en ～Ayakashi～japanese classic horror.
- Ryoko Mendo en Urusei Yatsura.
- Vermouth en Detective Conan.
- Vermouth en Detective Conan Movie 13: El perseguidor.
- Chiren en Alita, Ángel de Combate.
- Kicylia Zabi en Mobile Suit Gundam.
- Karen Kasumi en X/1999 la película (1996).
- Launch en Dragon Ball.
- Esmeraude en Sailor Moon.
- Arale en Dr. Slump (1981)
- Ouse Suzuko en Gran Prix.
- Fujiko Mine en Lupin III: The Fuma Conspiracy
- Shaina de Ofiuco en Saint Seiya y Saint Seiya Omega.
- Annie Brighter en Candy Candy.
- Miki en City Hunter.
- Jyoei en Los Doce Reinos.
- Eva Heinemann en Monster.
- Balalaika en Black Lagoon.
- Leda en Casshern Sins.
- Fukiko Ichinomiya en Oniisama e...
- Semmerling en Riding Bean.
- Pinako Rockbell (joven) en Fullmetal Alchemist: Brotherhood
- Kaguya Ōtsutsuki en Naruto Shippuden
- Maria en Baki the Grappler
- Charlotte "Big Mom" Linlin en One Piece
- Grandma en The Promised Neverland

## Roles en Videojuegos
- Shiyui/Shi en Magia Record: Puella Magi Madoka Magica Gaiden